# Свеви

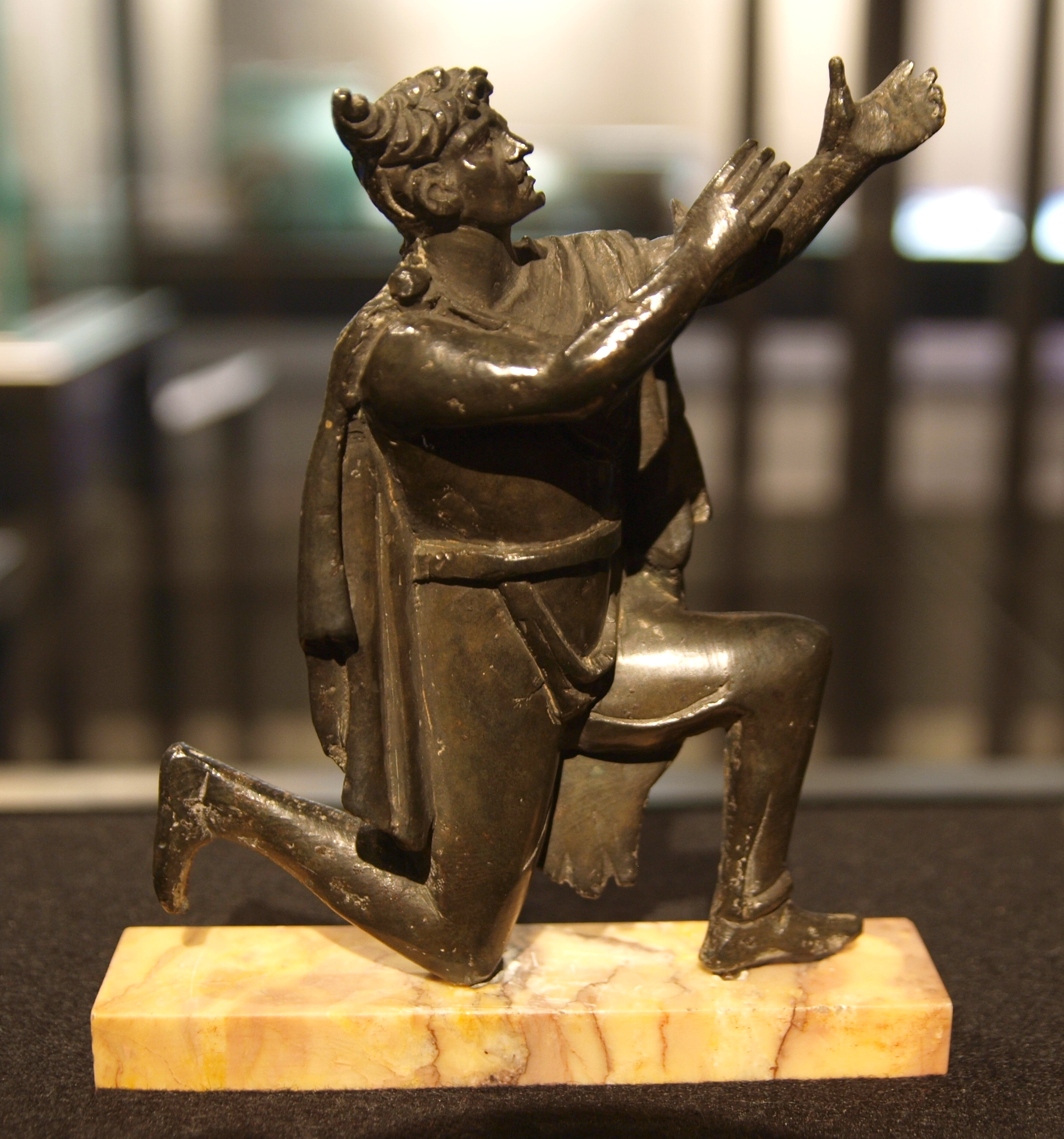
Бронзова фігурка германця зі свевським вузлом.

Све́ви, або све́би (лат. Suevi, Suebi; грец. Σούηβοι, Souēboi) — велика група германських племен пізньої античності й раннього середньовіччя. У І столітті до н. е. мешкали на схід від Рейну, в межиріччі Ельби та Одри, в так званій Свебії. Традиційно практикували германське язичництво. Були носіями свевської мови — масиву говірок близьких до сучасної верхньонімецької. 409 року частина свевів мігрувала до Іспанії, де заснувала власне королівство. У VII столітті воно було підкорене вестготами. Інша частина свевів (алемани, бавари і тюринги) лишилася в Німеччині, давши назви Швабії, Баварії й Тюрингії. Свеви відіграли істотну роль в етногенезі австрійців, німців, іспанців , португальців, західних слов'ян.

## Етимологія

Свеви між Віадуою (Одрою) і Альбісом (Ельбою) на карті Європи (125)

Слово «свеви» виводять від прагерманського слова *swēbaz, або кореня *swē-. Він означає «свій, свої» і є спільним для індоєвропейських мов (лат. sui, пол. swoi, санскр. swa тощо). Альтернативне тлумачення назви «свеви» — «вільний», «свобідний», як у випадку зі свеями.
Від імені свебів походить німецький топонім Швабія.

## Історія

### Рання історія
Вперше описані Цезарем, який у 58 до н. е. завдав поразки свевам на чолі з Аріовістом, після того, як вони перейшли Рейн (близько 71 до н. е.) і намагалися влаштуватися в Галлії.
Під час численних походів цих племен частина їх залишалася в місцях вторгнення свевів. Так, північні свеви як частина семнонів осіли в Північній Німеччині, а неккарські свеви — залишки маркоманів — у римській провінції Верхня Германія (Germania Superior). Свевські племена відігравали провідну роль у державі Маробода (8 до н. е. — 17 н. е.)
Тацит вважав свевами всі племена між Дунаєм і Балтійським морем, яке він так і називав Mare Suebicum (Свевське море). Згодом (після Тацита) назва «свеви» витісняється в джерелах назвами окремих племен свевської групи, але не зникає остаточно. Вона часто додається до квадів, що заснували на початку V століття своє королівство в Північно-Західній Іспанії («Північне королівство»). Нащадками свевів (зокрема, семнонів) були, мабуть, алемани (шваби). Значна частина населення Свебеї, якщо судити за даними археології та ономастики, взяла активну участь в етногенезі слов'ян.

### Свевське королівство

Іспанія бл. 500 року:
Свевське королівство
Вестготське королівство

Наприкінці 406 року свеви у союзі з аланами і вандалами перейшли замерзлий Рейн у районі Майнца і рушили вглиб Західно-Римської імперії через Галлію. Подолавши опір франкських союзників імперії, вони провели у незахищених провінціях три роки. Восени 409 року союзники дісталися Піренеїв, без перешкод подолали їх і вдерлися до Римської Іспанії. Вони прагнули стати федератами Риму, але через конфлікт між імператорами Гонорієм і Констянтином ІІІ не могли отримати бажаного. В результаті свеви, алани і вандали пограбували іспанські провінції, що призвело до голоду і канібалізму серед місцевого населення.
Державу свевів завоював у 585 році Леовігільд, після чого вона стала частиною Вестготської держави.

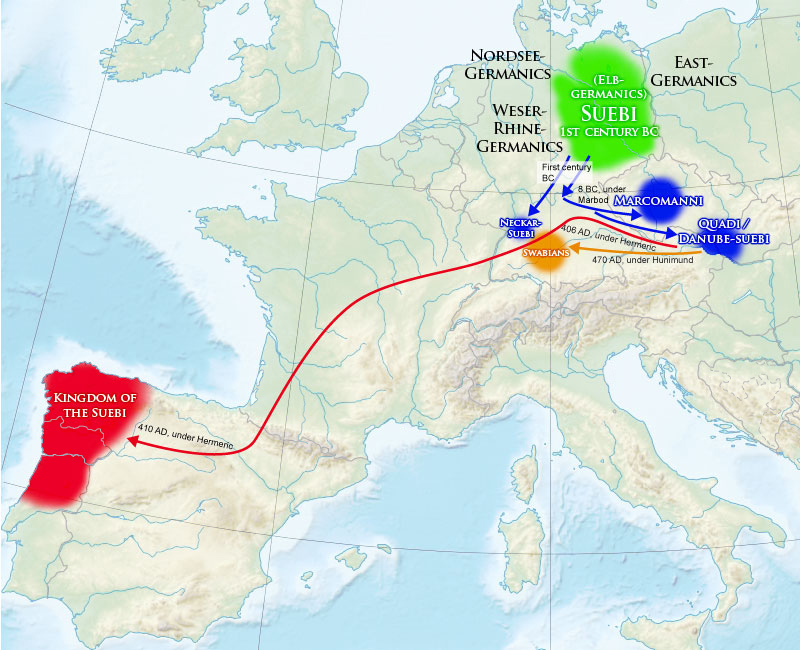
Міграція свевів
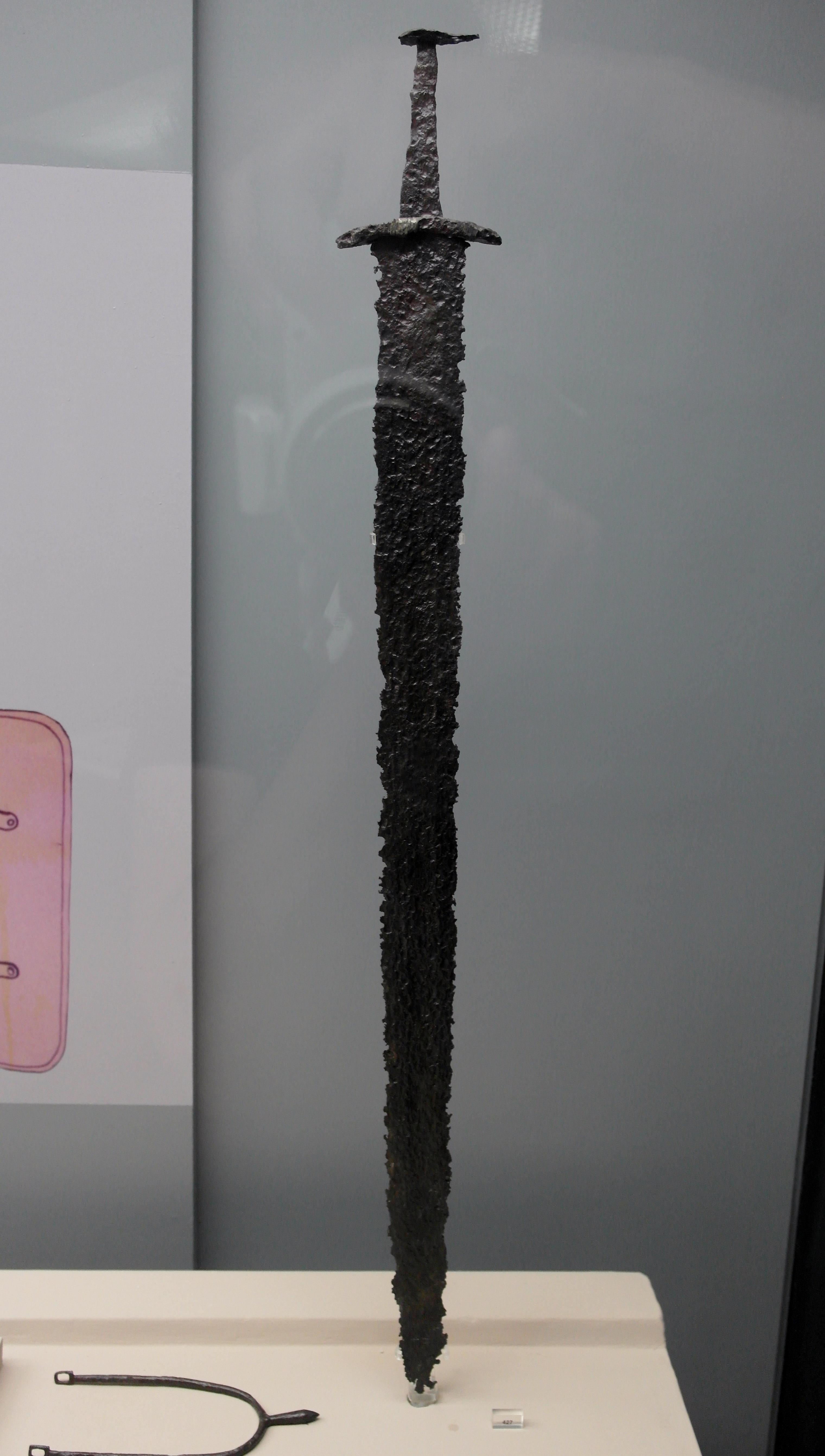
Свевський меч
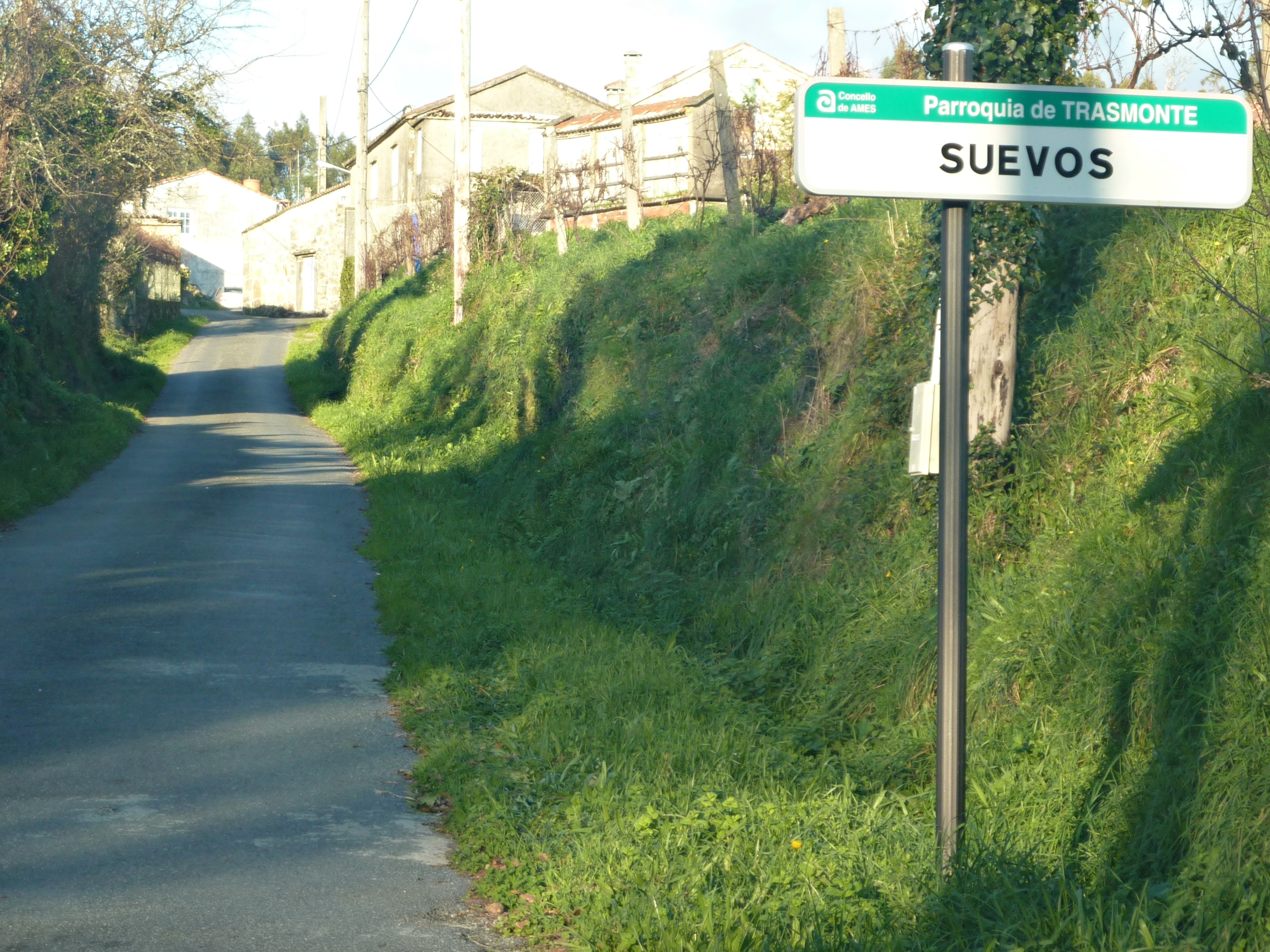
село Суевос, Галісія
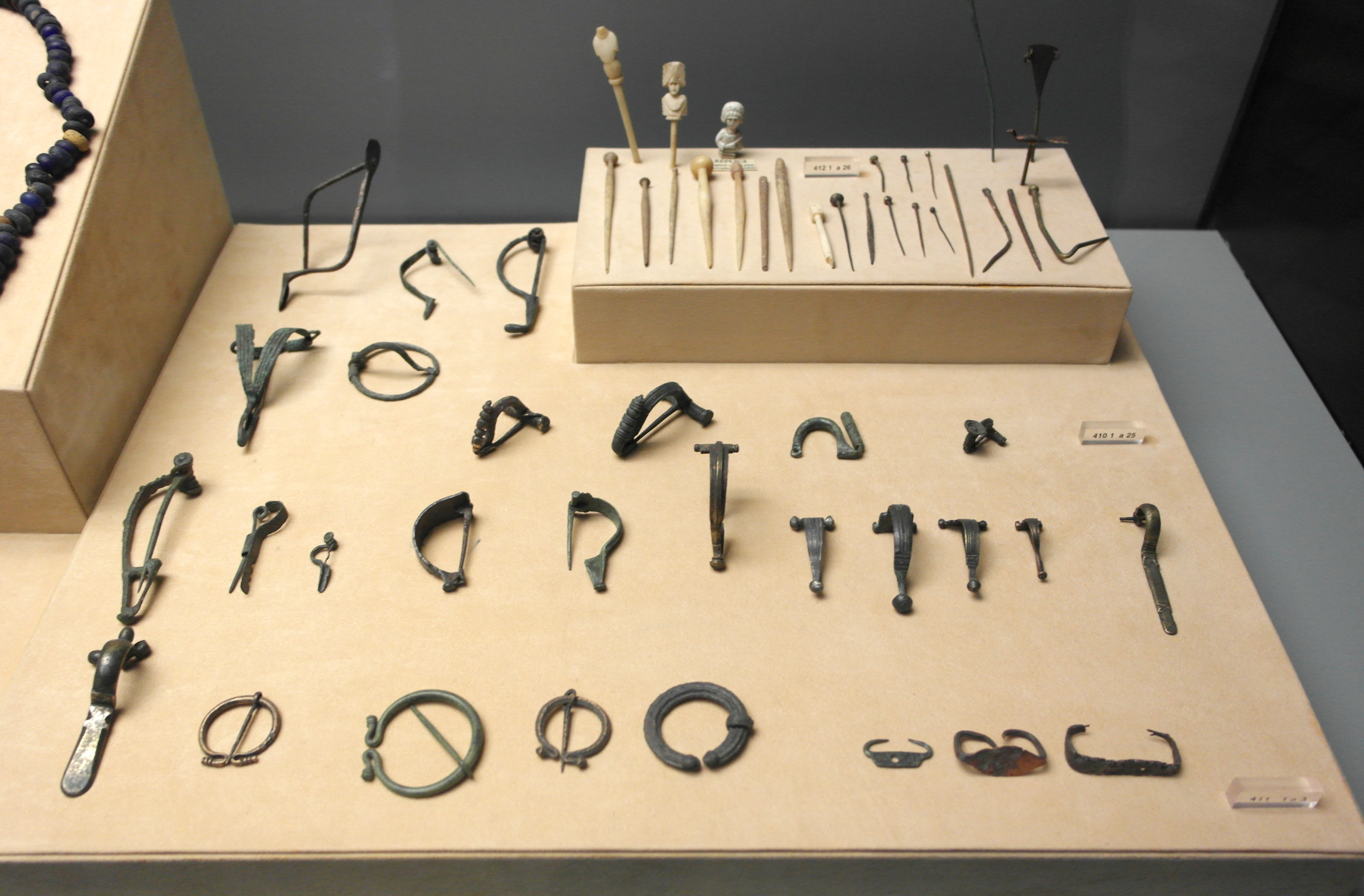
Свевські фібули
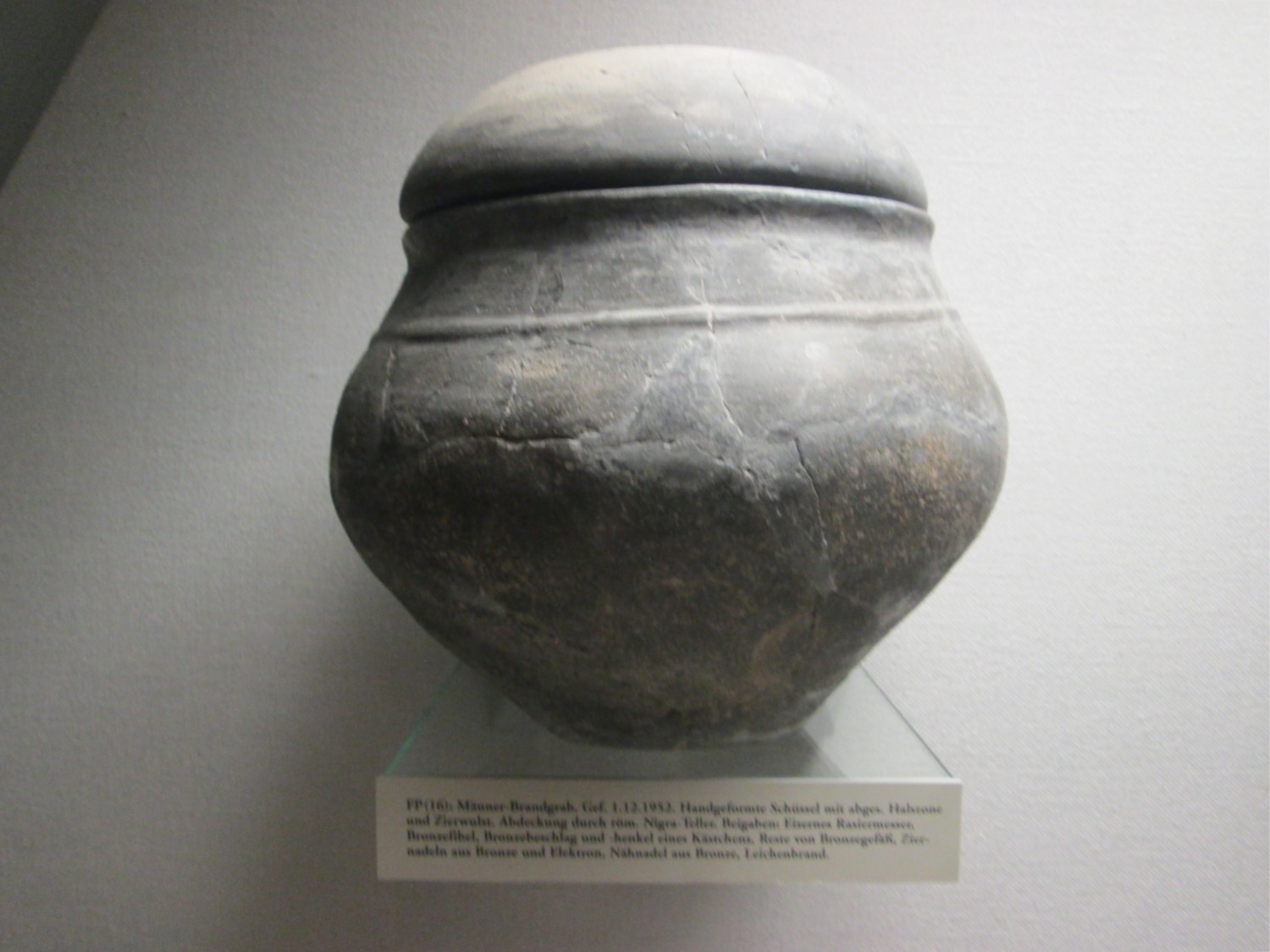
Свевська кераміка. Музей Лобденгау, м. Ладенбург, Німеччина

## Мова
Свеви були носіями так званої свевської мови — масиву говірок близьких до сучасної верхньонімецької мови, поширеної в Південній Німеччині, Швейцарії та Австрії.
Свевську мову пов'язують із «ельбською німецькою», сукупністю германських діалектів, що поширилися на теренах Східної Німеччини з Балтики. У період пізньої античності цими діалектами розмовляли в Південній Німеччині. На їхній основі постала верхньонімецька мова.
Частково близькими до розмовних свебських говірок вважаються швабський і алеманський діалекти німецької, а також баварський і тюринзький діалекти. Лангобардська мова так само споріднена з свевською.